# Aborichthys tikaderi
Aborichthys tikaderi és una espècie de peix de la família dels balitòrids i de l'ordre dels cipriniformes.

## Morfologia
Fa 10,5 cm de llargària màxima.

## Hàbitat i distribució geogràfica
És un peix d'aigua dolça, demersal i de clima tropical, el qual viu en rius amb substrats de còdols d'Arunachal Pradesh (Índia).

## Amenaces
Les seues principals amenaces són la construcció de preses i la sedimentació causada per la desforestació i les activitats agrícoles.

## Observacions
És inofensiu per als humans.